# Bernâtre
Bernâtre é uma comuna francesa na região administrativa de Altos da França, no departamento de Somme. Estende-se por uma área de 4,59 km². Em 2010 a comuna tinha 37 habitantes (densidade: 8,1 hab./km²).